# Manuel Velázquez
Pour les articles homonymes, voir Velázquez.
Manuel Velázquez Villaverde, né le 24 janvier 1943 à Madrid et décédé le 15 janvier 2016 à Fuengirola, est un footballeur international espagnol, évoluant au poste de milieu de terrain, principalement au Real Madrid.

## Biographie

### Carrière en club
Formé au Real Madrid, Manuel Velázquez Villaverde commence sa carrière au Rayo Vallecano, où il joue une saison. 
Après deux années passées au CD Málaga en deuxième division, il retrouve son club formateur, le Real Madrid. Il joue durant douze ans au Real. 
Avec le club Merengue, il dispute 285 matchs en Liga, inscrivant 48 buts. Il réalise sa meilleure performance lors de la saison 1967-1968, où il inscrit 10 buts.
Il dispute également 38 matchs en Coupe d'Europe des clubs champions, inscrivant 5 buts dans cette compétition. Le 26 septembre 1968, il inscrit un doublé lors du premier tour face au club chypriote de l'AEL Limassol.
Il termine sa carrière avec le club canadien du Toronto Metros-Croatia en prenant part à la North American Soccer League 1978.

### Carrière en équipe nationale
Manuel Velázquez est sélectionné à dix reprises en équipe d'Espagne, pour deux buts inscrits, entre 1967 et 1975. 
Il joue son premier match en équipe nationale le 1er février 1967 contre la Turquie, dans le cadre des éliminatoires du championnat d'Europe 1968. Le 15 octobre 1969, il marque son premier but en sélection contre la Finlande, lors d'un match comptant pour les tours préliminaires de la Coupe du monde 1970. 
Il reçoit sa dernière sélection en équipe nationale le 17 avril 1975 contre la Roumanie, lors des éliminatoires du championnat d'Europe 1976. C'est à cette occasion qu'il inscrit son second but avec l'Espagne.

## Palmarès
Manuel Velázquez obtient plusieurs titres au cours de son passage au Real Madrid. Au niveau continental, il remporte la Coupe d'Europe des clubs champions en 1966 face à l'équipe yougoslave du Partizan Belgrade. Il joue également la finale de la Coupe d'Europe des vainqueurs de coupe en 1971, en étant battu par le club londonien de Chelsea.
Au niveau national, il remporte à six reprises le championnat : en 1967, 1968, 1969, 1972, 1975 et enfin 1976. Trois Coupes d'Espagne s'ajoutent à son palmarès en 1970, 1974 et 1975.